# Pierre de Canillac
Pierre de Canillac, né à une date inconnue et mort le 7 juillet 1361, est un ecclésiastique français. Il fut en effet abbé de Montmajour, puis évêque de Saint-Pons-de-Thomières et enfin évêque de Maguelone.

## Biographie

### Sa famille
Pierre de Canillac est sans doute né au château de Canillac en Gévaudan. Il est le fils du baron Guillaume de Canillac et de Jeanne de Deaux, sœur du cardinal Bertrand de Deaux. Son frère Raymond a été abbé de Maguelone puis archevêque de Toulouse, avant de devenir cardinal. Ce même Raymond obtient le plus de voix lors du conclave de 1362, mais n'atteint pas la majorité et ne devient donc pas le pape, le choix se portant finalement sur un autre Gévaudanais, Guillaume Grimoard.
Un autre frère de Pierre, Pons, a été abbé d'Aniane. Son frère ainé Marquis n'eut que trois filles, la maison de Canillac passant aux mains des Roger de Beaufort, après le mariage de Guérine de Canillac avec Guillaume II, par ailleurs frère du pape Clément VI.
Enfin, un petit-cousin de Pierre de Canillac, Déodat de Canillac, dont la branche de la famille s'est installée à Saint-Urcize (diocèse de Saint-Flour), fut son successeur à l'évêché de Maguelone.

### Sa carrière
Pierre de Canillac devient abbé de Montmajour en 1348. C'est lui qui fait bâtir la tour du guet, visible à Fontvieille dite « de Canillac » (probablement achevée par son successeur Jaubert de Livron), afin de protéger l'abbaye face au puissant seigneur des Baux.
Il tient cette charge d'abbé jusqu'en 1353, où il devient évêque de Saint-Pons-de-Thomières. Enfin, en 1361, il devient évêque de Maguelone. Il meurt cette même année 1361.